# Albert Booth
Albert Edward Booth (28 mei 1928 - 6 februari 2010) was een Brits politicus voor de Labour Party.
Booth werd ontwerptekenaar en was raadslid in Tynemouth in de periode 1962 - 1965. Hij was van 1966 tot 1983 parlementslid voor Barrow-in-Furness. Booth was van 1976 tot 1979 minister voor werkgelegenheid onder James Callaghan.